# Adéla Zbyslava Slezská
Adéla Zbyslava Slezská (1157/1166? – po roce 1223?) byla dcera slezského knížete Boleslava Vysokého a jeho druhé manželky Kristýny, manželka Děpolta III. z rodu Děpolticů (Přemyslovců). Své druhé jméno získala po prababičce Zbyslavě, první manželce Boleslava III. Křivoústého.

## Život
Z manželství s Děpoltem III., uzavřeného před rokem 1190, se Adéle narodilo pět synů. Její bratr Jindřich I. Bradatý společně s Děpoltem III. udržoval styky s míšeňskými Wettiny a Štaufy. Český král Přemysl Otakar I. se rozváděl s Adlétou z rodu Wettinů, když opustil stranu Filipa Švábského (Štaufského) v jeho zápase o německý trůn a kterého podporovali Wettinové. Roku 1202 Děpolta zřejmě vyhnal ze země. V dubnu 1203 Filip Švábský na žádost Wettina Dětricha udělil Čechy v léno Děpoltovi, jednalo se ale jen o formalitu. Roku 1204 Přemysl Otakar I. dal opět přednost Filipu Švábskému a Děpolt s rodinou se mohl vrátit.
Po smrti moravského markraběte Vladislava Jindřicha v roce 1222 polské prameny jako dalšího markraběte (a Adélu jako markraběnku) uvádějí právě Děpolta. Chronica Polonorum, kde se toto dozvídáme, byla ale zřejmě sepsána v Lubušském klášteře, který byl Děpolticům díky jejich darům velmi dobře nakloněn. Někteří z Děpolticů jsou v tomto klášteře i pohřbeni. Děpolt III. ve skutečnosti moc spíše ztrácel. Podle Dalimila zemřel někdy v roce 1223 při obraně Kouřimi.
Adéla se syny se uchýlila na dvůr svého bratra Jindřicha I. Bradatého a do Čech se už nevrátili. Její synové svůj vliv nezískali: Ota Magdeburský (1191–1226), probošt v Magdeburku, se snažil naklonil si císaře Fridricha II. Děpolt IV. Bořivoj získal roku 1234 hrad Śrem, ale zemřel při jeho obraně o rok později. Soběslav, správce hradu Lubuš, zemřel před rokem 1247. Boleslav zemřel ve slezském vojsku v bitvě u Lehnice.
Adéla společně s nejmladším synem Přemyslem byla pohřbena v klášteře v Třebnici.